# Bengt af Klintberg
Bengt Knut Erik af Klintberg, född 25 december 1938 i Sankt Görans församling i Stockholm, är en svensk etnolog, författare och konstnär.

## Biografi
af Klintberg blev fil. kand. vid Stockholms universitet 1962, och var därefter anställd vid Nordiska museet 1962–64 samt senare 1973–74, då han ledde arbetet med Nordiska museets folkminnessamling. Från 1964 var han frilansmedarbetare vid Sveriges Radio. Under 1960-talet var han också verksam inom den internationella konströrelsen Fluxus och har kallats Sveriges enda Fluxuskonstnär, trots att även Öyvind Fahlström var verksam inom rörelsen. Åren 1967–87 undervisade han i folkloristik vid Stockholms universitet, och 1982 var han gästprofessor vid University of California, Berkeley i USA.
Bland den svenska allmänheten är af Klintberg kanske mest känd som författare till böcker om vandringssägner, så kallade ”klintbergare”, och som programledare i radioprogrammet Folkminnen 1990–2005. 
af Klintberg är sedan 1993 ledamot av Kungliga Gustav Adolfs Akademien för svensk folkkultur, och blev 2000 hedersdoktor vid Stockholms universitet. Han tilldelades professors namn 2006.

### Familj
Bengt af Klintberg är son till direktör Rolf af Klintberg och friherrinnan Carin Knutsdotter Leijonhufvud, samt äldre bror till textilformgivaren Gunila Axén och clownen Manne af Klintberg. Han är far till Daniel af Klintberg, Karin af Klintberg och Elin af Klintberg. Sedan 1965 är han gift med Katarina af Klintberg, född Sandberg.

### Medverkande
- Sju röster om Almqvist: efter samtida vittnesbörd, red.; foto Beata Bergström (Stockholm: Nordiska museet, 1966)
- Svensk folkpoesi, red. tills. m. Finn Zetterholm (Stockholm: FIB:s Lyrikklubb, 1971)
- Svenska folksägner, red. (Stockholm: PAN/Norstedt, 1972)
- Till naturen: en antologi i svensk naturlyrik, red.; foto Thomas Tidholm (Stockholm: FIB:s Lyrikklubb, 1972)
- Tro, sanning, sägen: tre bidrag till en folkloristisk metod, red. (Stockholm: PAN/Norstedt, 1973)
- Nordisk folktro: studier tillägnade Carl-Herman Tillhagen 17 december 1976, red. (Stockholm: Nordiska museet, 1976)
- Du är rosen, jag är törnet…: verser för poesialbumet, red. (Stockholm: B. Wahlström, 1977)
- Fula visboken: 50 folkliga erotiska visor, red. tills. m. Christina Mattsson (Stockholm: FIB:s Lyrikklubb, 1977)
- Hallå där – köp blåbär!: rim och ramsor, red.; ill. Bengt Malmström (Stockholm: FIB:s Lyrikklubb, 1980)
- Nordsägner, red. (Helsingfors: Föreningarna Nordens förbund, 1983)
- Pelle Plutt: ramsor och rim från gator och gårdar, red.; ill. Eva Eriksson (Stockholm: Tiden, 1983)
- Jättar och vättar: en antologi: dikter om folktrons väsen (Stockholm: Bromberg, 1986)
- Råttan i pizzan: folksägner i vår tid, ill. Marie-Louise de Geer Bergenstråhle (Stockholm: Norstedt, 1986)
- Folklorens betydelse: föredrag vid NIF:s fjärde ämneskonferens på Hässelby slott 24–26.2.1984, red. (Stockholm: Norstedt, 1987)
- Sigurd Erixon, Offerkast och bjudhammare: uppsatser om folklig tro och sed, red. tills. m. Åke Hultkrantz (Stockholm: Nordiska museet, 1988)
- Cabaret Hodell: en vänbok, red. tills. m. Torsten Ekbom (Stockholm: Författarförlaget Fischer & Rye, 1989)
- Folkloristisk brevlåda: lyssnarbrev, red. (Stockholm: Norstedt, 1991)
- Flugor: en antologi, red.; ill. Ulla Fries (Upplands Väsby: Rye, 1995)
- En liten väderbok, red.; ill. Agneta Flock (Stockholm: FIB:s Lyrikklubb, 1996)
- Collegium curiosorum novum: trettio år, 1976–2006, red. tills. m. Karl Fredga (Stockholm: Atlantis, 2006)
- Svenska sagor och sägner 7: sagor från Södermanland upptecknade av Gustaf Ericsson, red. (Uppsala: Kungl. Gustaf Adolfs Akademien för svensk folkkultur, 2011)
- Svenska gåtor 2: gåtor insända till tidningen Land, red. (Uppsala: Kungl. Gustaf Adolfs Akademien för svensk folkkultur, 2012)
- Aspekter på ordspråk: föredrag vid ett symposium i Uppsala 27–28 april 2011, red. tills. m. Lars-Erik Edlund (Uppsala: Kungl. Gustaf Adolfs Akademien för svensk folkkultur, 2012)
- Anna Snövit i berget: folksagor från Bohuslän, red.; ill. Ewa Östergren (Göteborg: Korpen, 2023)

## Priser och utmärkelser
- 1979 – Landsbygdens författarstipendium
- 1984 – Expressens Heffaklump
- 1988 – Gösta Berg-medaljen
- 1993 – Mickelpriset
- 1994 – Karin Gierows pris
- 1994 – Årets folkbildare
- 2002 – Sveriges Radios novellpris
- 2005 – Sokratespriset
- 2006 – Professors namn
- 2007 – John Landquists pris (tillsammans med Bengt Jangfeldt)
- 2014 – Wahlström & Widstrands litteraturpris